# Брив-ла-Гайард-Сантр
Брив-ла-Гайа́рд-Сантр (фр. Brive-la-Gaillarde-Centre) — кантон во Франции, находится в регионе Лимузен, департамент Коррез. Входит в состав округа Брив-ла-Гайард.
Код INSEE кантона — 1931. В кантон Брив-ла-Гайард-Сантр входит одна коммуна — Брив-ла-Гайард.

## Население
Население кантона на 2007 год составляло 8 828 человек.
| 1962 | 1968 | 1975 | 1982 | 1990 | 1999 | 2006  | 2007  |
| ---- | ---- | ---- | ---- | ---- | ---- | ----- | ----- |
| —    | —    | —    | —    | —    | —    | 8 830 | 8 828 |